# Luis Reyna
Luis Reyna (16 maggio 1959) è un ex calciatore peruviano.

## Palmarès

### Club

#### Competizioni nazionali
- Campionato peruviano: 3

Sporting Cristal: 1979, 1980, 1983